# Шопфгайм
Шопфгайм (нім. Schopfheim) — місто в Німеччині, знаходиться в землі Баден-Вюртемберг. Підпорядковується адміністративному округу Фрайбург. Входить до складу району Леррах.
Площа — 68,01 км2. Населення становить 19 763 ос. (станом на 31 грудня 2020).